# Парламент на Молдова
Парламентът на Република Молдова е върховният представителен орган на Република Молдова, единствен държавен законодателен орган, представляващ еднопалатна структура, съставена от 101 избрани депутати по списъци за период от 4 години. Парламентът се избира с универсален вот, равноправен пряко, тайно и свободно гласуване. Председателя на парламента се избира от депутатите с минимум 52 гласа. На 8 юни 2019 г. за председател на парламента е избрана Зинаида Гречани.